# Verrua Po
Verrua Po – miejscowość i gmina we Włoszech, w regionie Lombardia, w prowincji Pawia.
Według danych na rok 2004 gminę zamieszkuje 1319 osób, 119,9 os./km².